# Right or Wrong (album de George Strait)
Pour les articles homonymes, voir Right or Wrong.
Albums de George Strait
Strait from the Heart Does Fort Worth Ever Cross Your Mind
Singles
1. You Look So Good in Love
Sortie : 22 septembre 1983
2. Right or Wrong
Sortie : 25 janvier 1984
3. Let's Fall to Pieces Together
Sortie : 17 mai 1984

Right or Wrong est le troisième album studio du musicien country George Strait, sorti en octobre 1983 sur le label MCA Records. 
Pour ce qui est du Billboard, l'album intégra le classement Top Country (d'Amérique du Nord), mais également le Billboard 200. Les singles "You Look So Good in Love" (qui fut la première chanson de Strait à bénéficier d'un clip), "Right or Wrong" et "Let's Fall to Pieces Together" figurent tous dans le classement Hot Country Singles.  L'album a été enregistré et mixé numériquement.

## Liste des pistes
| 1.    | You Look So Good in Love                           | 3:13 |
| 2.    | Right or Wrong                                     | 2:05 |
| 3.    | A Little Heaven's Rubbing off on Me                | 2:41 |
| 4.    | 80 Proof Bottle of Tear Stopper                    | 2:12 |
| 5.    | Every Time It Rains (Lord Don't It Pour)           | 3:00 |
| 6.    | You're the Cloud I'm On (When I'm High)            | 2:42 |
| 7.    | Let's Fall to Pieces Together                      | 2:55 |
| 8.    | I'm Satisfied with You                             | 2:50 |
| 9.    | Our Paths May Never Cross                          | 2:34 |
| 10.   | Fifteen Years Going Up (And One Night Coming Down) | 2:50 |
| 26:38 |                                                    |      |

## Personnel
Music
- George Strait – chant
- Hargus "Pig" Robbins – claviers
- Bobby Wood – claviers
- Weldon Myrick – steel guitar
- Johnny Gimble – violon, mandoline
- Gregg Galbraith – guitare électrique
- Reggie Young – guitare électrique
- George "Leo" Jackson – guitare acoustique
- Jimmy Capps – guitare acoustique
- Gregg Galbraith – guitare acoustique
- Bob Moore – contrebasse
- Henry Strzelecki – basse
- Leon Rhodes – basse
- Jerry Carrigan – batterie
- Gene Chrisman – percussions
- Hurshel Wiginton – chœurs
- Donna Sheridan – chœurs
- Judy Rodman – chœurs
- Louis Dean Nunley – chœurs
- Doug Clements – chœurs

Production
- Ray Baker – producteur
- Les Ladd – ingénieur
- Rick McCollister – ingénieur
- Ron Reynolds – ingénieur
- Milan Bogdan – édition digitale
- Simon Levy – direction artistique
- Camille Engel – publicité, design
- Katie Gillon – coordination CD
- Sherri Halford – coordination CD
- Rick Henson – pochette album

## Classements
| Classement (1983)                 | Position |
| --------------------------------- | -------- |
| U.S. Billboard Top Country Albums | 1        |
| U.S. Billboard 200                | 163      |